# A Switchback Railway
A Switchback Railway è un cortometraggio del 1898 diretto da Robert W. Paul.

## Trama

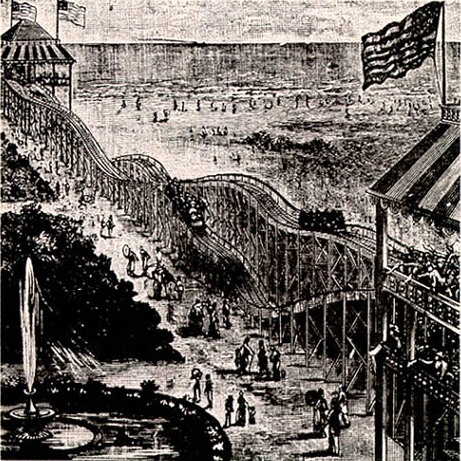
Switchback Railway a Coney Island

Nel filmato si vedono gruppi di persone che salgono e scendono su piccole montagne russe montate presso una fiera ad Alexandra Palace (Londra), con uno scorcio di Blandford Hall sullo sfondo. Le prime montagne russe al mondo furono inaugurate a New York il 16 giugno del 1884, per poi diffondersi rapidamente anche in Europa.